# Restless (Xzibit)
Restless è il terzo album in studio del rapper statunitense Xzibit, pubblicato nel 2000.

## Tracce
1. Restless (intro) – 1:15
2. Front 2 Back – 3:02
3. Been a Long Time (feat. Nate Dogg) – 3:57
4. U Know (feat. Dr. Dre) – 3:26
5. X (feat. Snoop Dogg) – 4:15
6. Alkaholik (feat. Erick Sermon, J-Ro & Tash) – 3:39
7. Kenny Parker Show 2001 (feat. KRS-One) – 4:45
8. D.N.A. (Drugs-N-Alkahol) (feat. Snoop Dogg) – 4:37
9. Double Time – 2:50
10. Don't Approach Me (feat. Eminem) – 4:36
11. Rimz & Tirez (feat. Defari, Goldie Loc & Kokane) – 4:52
12. Fuckin' You Right – 3:42
13. Best of Things – 3:20
14. Get Your Walk On – 3:39
15. Sorry I'm Away So Much (feat. DJ Quik & Suga Free) – 3:59
16. Loud & Clear (feat. Defari, King T & Butch Cassidy) – 3:33